# Bod Péter
Bod Péter (Felsőcsernáton, 1712. február 22. – Magyarigen, 1769. március 2.) református lelkész, irodalomtörténész, egyháztörténész, történész, író; „a késő-barokk évtizedek legnagyobb magyar tudósa.”
Széles körű gyűjtőmunkával és levelezéssel, magyar és külföldi történetírók munkájának tanulmányozásával arra törekedett, hogy egyházának és szűkebb hazájának kulturális hagyatékát összegyűjtse. Sokoldalú tudományos munkássága kiterjedt a teológiára, egyházjogra, egyháztörténetre, történelemre, nyelvtudományra és irodalomtörténetre; Orbán Balázs „Erdély nagyérdemű Kazinczyjának” nevezte. Nevéhez fűződik az első magyar nyelvű egyháztörténet (Az Isten vitézkedő anyaszentegyházának históriája) és az ünnepek eredetéről, megtartásának módjáról szóló első magyar nyelvű munka (Szent Heortokrátes). Az irodalomtörténet szempontjából legfontosabb műve a Magyar Athenas című, 1766-ban megjelent lexikon, amely több mint ötszáz magyar írót mutat be.

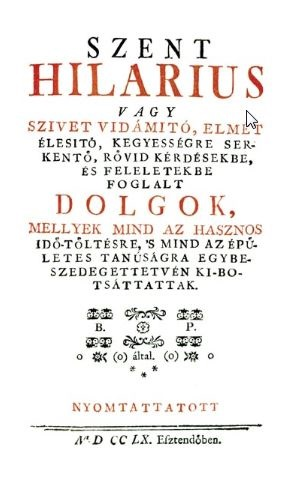

## Életútja

### Családja és gyermekkora

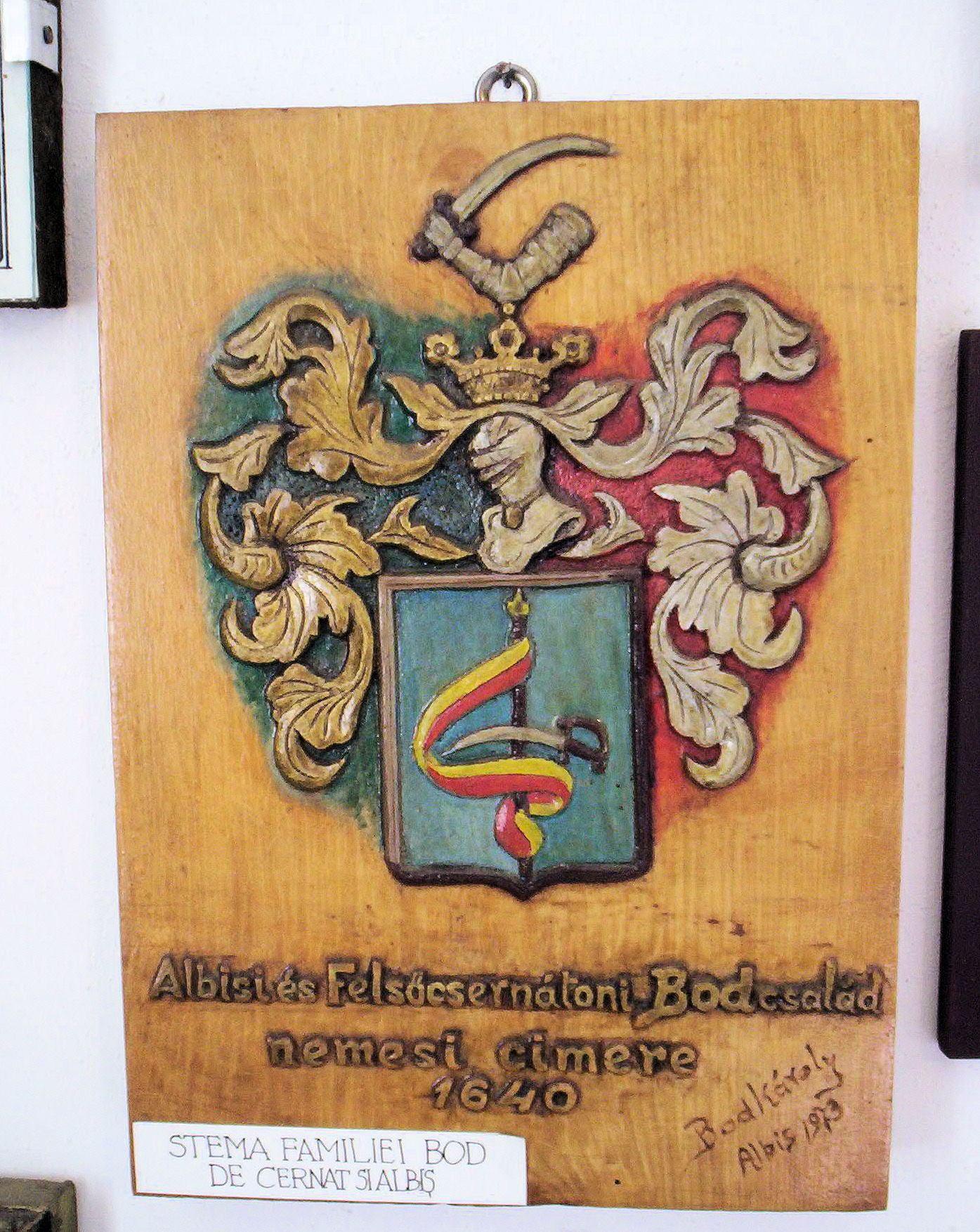
A Bod család nemesi címere

Köznemesi, szegénysorsú székely családból származott; dédapjának, Bod Pálnak I. Rákóczi György adományozott nemességet 1640-ben. Apja, Bod Márton részt vett a Rákóczi-szabadságharcban, és a szatmári béke megkötése után házasodott össze Sólyom Eufrozinával, feltorjai Sólyom István lányával. Házasságuk első éveiben nem rendelkeztek saját házzal, ezért egy rokon özvegyasszonynál laktak. Az elsőszülött Pétert 1718-ban beíratták a helyi református iskolába Szatmári Gábor rektor keze alá, de tanulását hamar meg kellett szakítania az abban az évben bekövetkezett ínség miatt. A következő évben apja és négy testvére közül kettő elhalálozott a vidéket pusztító pestisjárványban. 1721-ben anyja újból férjhez ment, és ettől az évtől kezdve Péter ismét járhatott az iskolába, azonban nehezen haladt a tanulásban, mert nevelőapja – aki inkább gazdának nevelte volna, mint tanult embernek – tavasszal és nyáron a gazdaságban dolgoztatta.

### Tanulmányai
1724-től a nagyenyedi kollégiumban tanult; az oktatásért és a szállásért nem kellett fizetnie a főiskolának, az ennivalóért szolgaként dolgozott egy gazdag diák mellett. 1726-ban megbetegedett, ekkor egy helybéli özvegyasszony, Horváth Istvánné Bán Sára vette pártfogásába, és az ő segítségével fejezte be alsó osztályos tanulmányait 1728-ban. Támogatójának halála miatt állás után kellett néznie; így került 1729-ben Felsőbányára tanítónak, ahol áprilistól három évet töltött el. A tanítás mellett maga is tanult: megismerkedett a héber nyelvvel és a teológiával, bővítette latin és görög ismereteit.

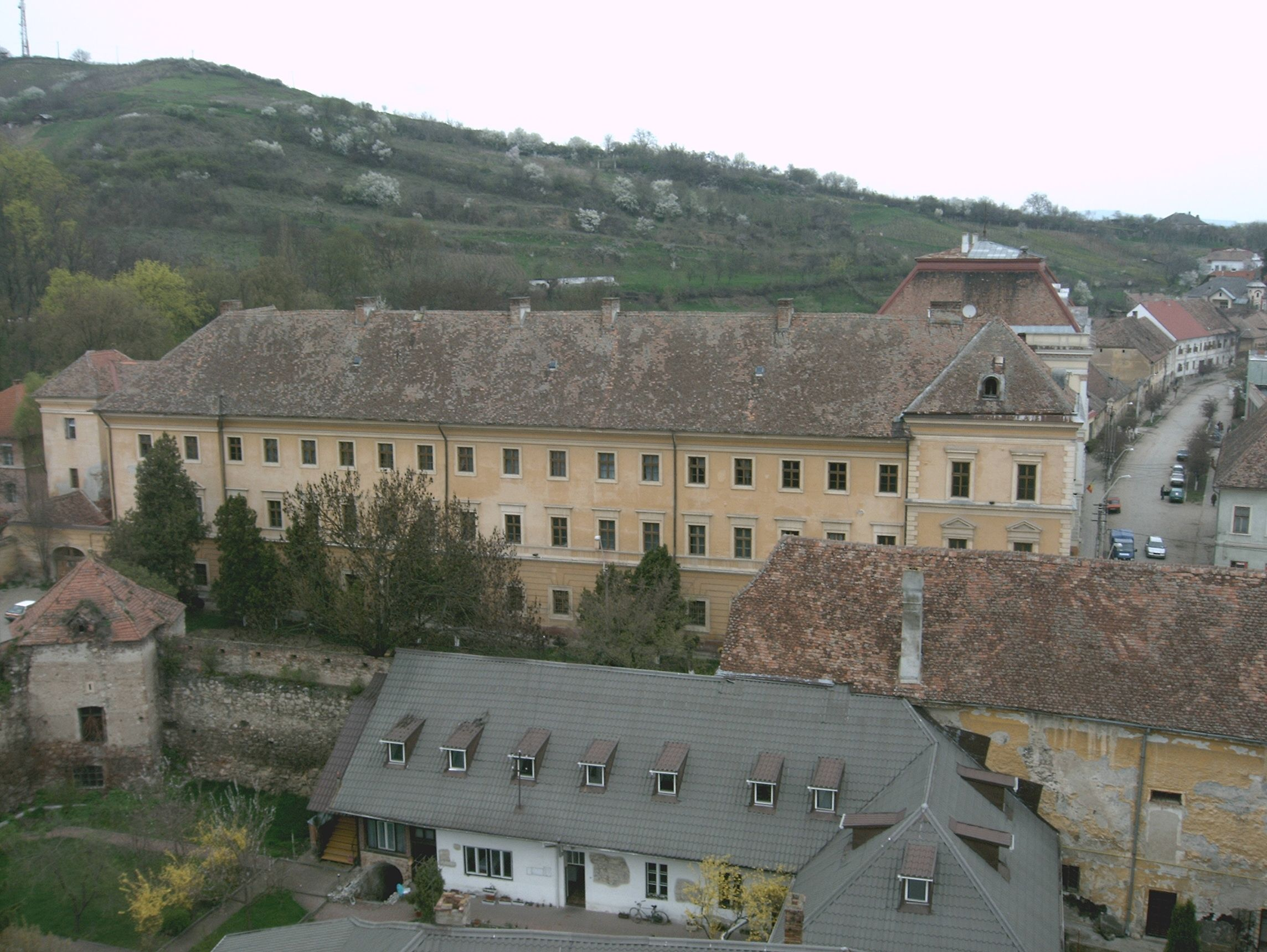
A nagyenyedi kollégium

Miután pénzt és ruhát szerzett, hogy tanulását folytathassa, 1732. május 8-án ismét beiratkozott a nagyenyedi tanulók közé. Bölcseleti tanulmányaiban Vásárhelyi Tőke István, a teológia terén Szigeti Gyula István volt vezetője, a nyelvtanulást pedig önerőből folytatta. 1733-ban Tűri Mihálynak, a kollégium gazdatisztjének fiát tanította étkezés ellenében, Bethlen Kata grófnőtől pedig évi harminc forint támogatást kapott. 1736-ban könyvtáros, majd 1737-ben a héber nyelv segédtanára lett. A könyvtári tevékenység „sok vesződséget” okozott VI. Károly császár havasalföldi hadjárata idején, amikor a könyveket biztonságba kellett helyeznie. Nagyenyedi tanársága idején fordította le – Szigeti püspök és öt református főúr 1738-ban történt letartóztatásának hatására – Kocsi Csergő Bálint latinul írt emlékiratát a gályarabságot szenvedett protestáns papok meghurcoltatásáról.

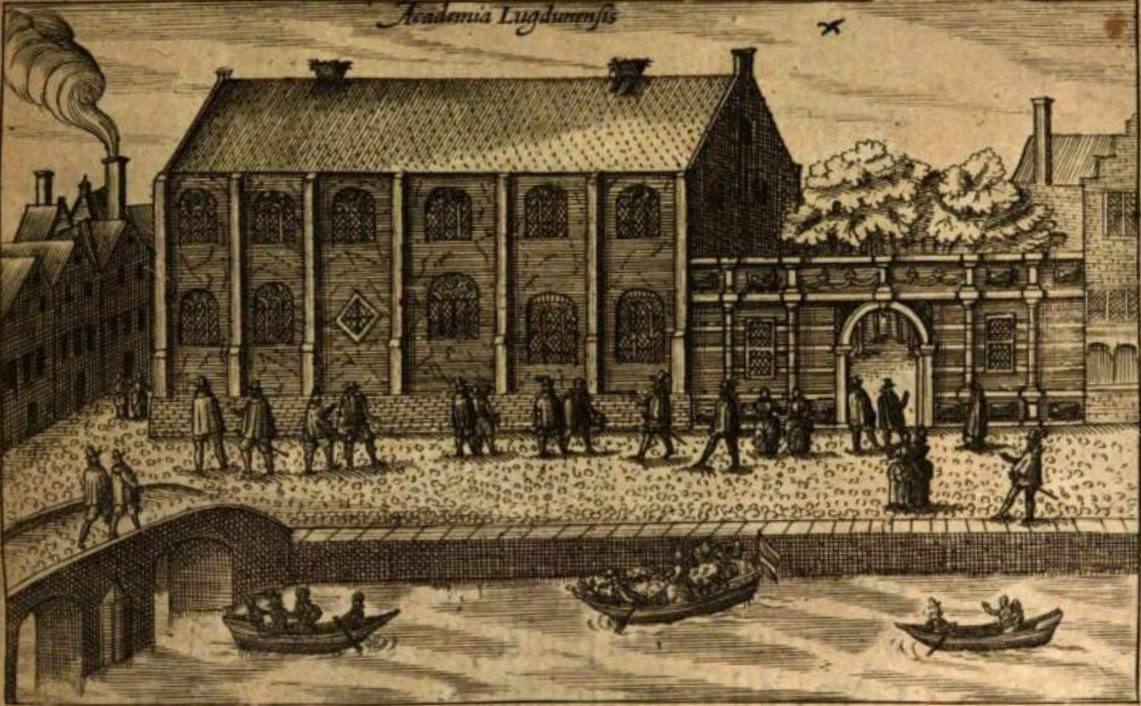
A leideni akadémia

1739-ben a szászvárosi egyházközség meghívta iskolaigazgatónak és a szék jegyzőjének; ezt nem fogadta el, mert lelkésznek készült, és külföldi tanulmányokat is akart végezni, annak ellenére, hogy a külföldről visszajött protestáns papokra a hatóságok bizalmatlansággal tekintettek. Tanárai, Ajtai Mihály és Borosnyai Nagy Zsigmond tanácsára megpályázta a leideni akadémia két ösztöndíjának egyikét. A Szigeti Gyula István püspök, az iskola professzorai és gondnokai által írt ajánlólevéllel – mely szerint Bod Péter „méltónak ítéltetett, hogy szép tudományára, s kiváltképpen ritka szelíd, alázatos, kegyes és feddhetetlen erkölcsére nézve a külső országokon lévő academiákra tudományának öregbítése végett kiküldetnék és ottlévő nevezetes alumniával is felsegíttetnék” – adományokat gyűjtött, és 1739. április 23-án Bereczki József nevű diáktársával útnak indult. Több mint száz napig tartó utazásuk, melynek során a protestáns egyház támogatta őket, augusztus 6-án ért véget. Augusztus 23-án sikeresen felvételizett a Statencollege teológiai kollégiumba, 26-án beiratkozott az egyetemre, és három évig keleti nyelveket, ókori zsidó és görög történelmet, a héber biblia, a Septuaginta és Homérosz értelmezését, hittant és a heidelbergi káté magyarázatát, teológiát, rendszeres teológiát, egyháztörténetet, vallástanítás módszertanát, egyházi szónoklattant, bölcseletet tanult. Ezeken kívül látogatta a jogi, természettudományi, anatómiai, kémiai és csillagászati előadásokat is. Tanulmányai befejezésekor az akadémia tanárai dicséretekkel teli bizonyítványokkal látták el. 1743. július 29-én indult haza; 7 mázsányi könyvesládát már korábban előreküldött.

### Olthévízi szolgálata

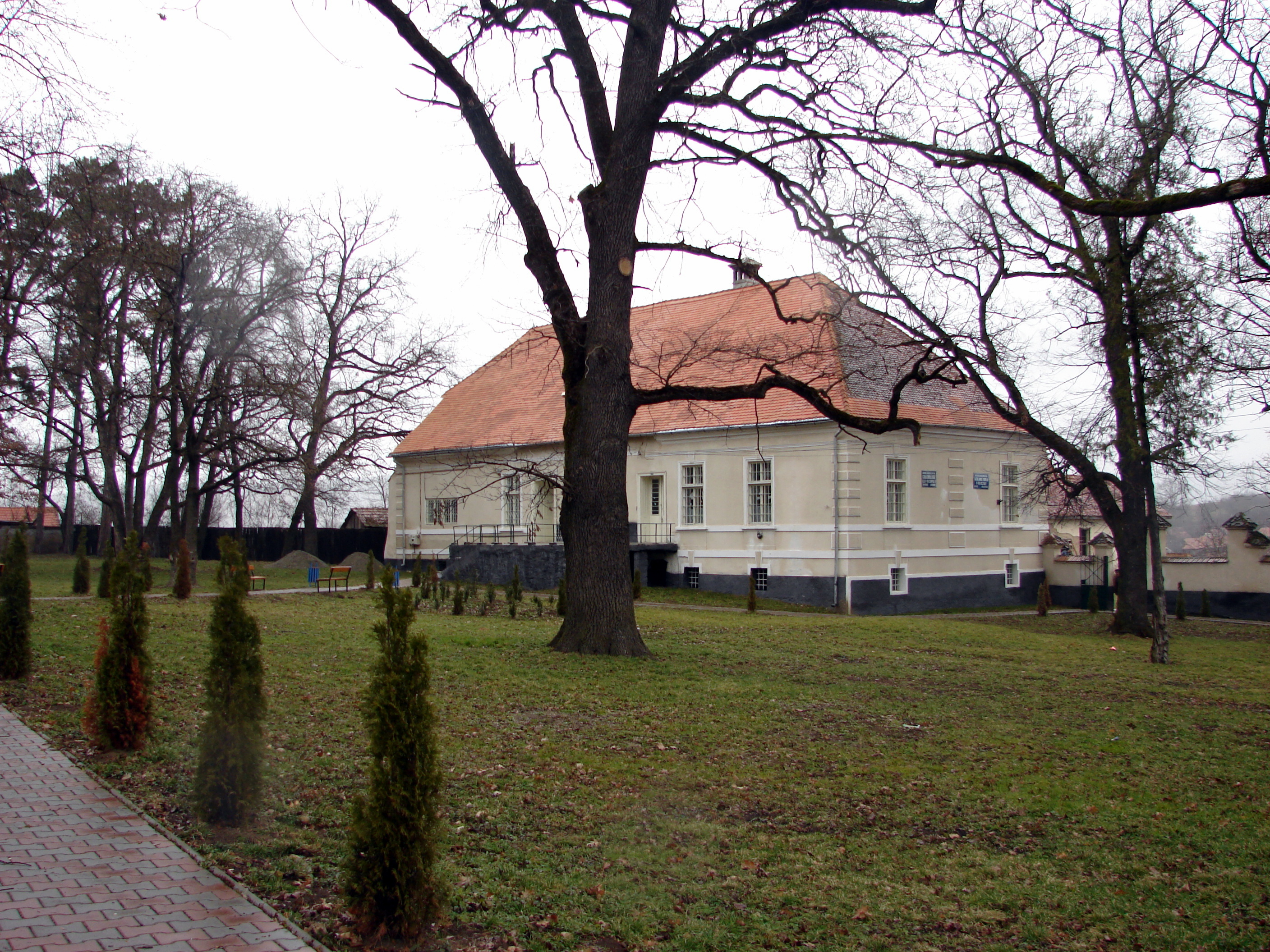
A hévízi Haller–Kálnoky kastély, Bethlen Kata lakhelye

1743. november 29-én érkezett vissza Nagyenyedre, ahol üzenet várta, hogy gróf Teleki Józsefné gróf Bethlen Kata udvari papjának hívta meg. Nemsokára pártfogójához ment Hévízre, és 1743. december 29-én elkezdte szolgálatát. Udvari lelkészként hétköznapokon reggel és este könyörgéses istentiszteletet tartott, vasárnapokon délelőtt és délután egyházi beszédet mondott, szükség esetén temetett is. 1744. június 15-én a nagybaconi köz-zsinaton papi vizsgát tett, és 17-én fölszentelték. 1746-tól fogva a hévízi egyházközségben is ő végezte a lelkészi szolgálatot. Hivatali teendői mellett szabad idejét az írásnak szentelte; ebben nagy segítségére volt a grófnő könyvtára. A grófnő buzdítására írta meg első nagyobb művét, a Szentírás értelmére vezérlő magyar leksikon-t. Ugyanebben az időszakban születtek A szent bibliának historiája és Szent Júdás Lebbeus apostol levelének tanításokban foglalt magyarázatja című művei is. A grófnő házában ismerkedett meg Cserei Mihállyal, akit Históriájának megírására buzdított. Számos főúri ismerősre is szert tett a Bethlen, Teleki, Bánffy, Gyulay, Kendeffy, Barcsay, Kemény családok tagjai közül, akik utóbb, Bethlen Kata halála után támogatták műveinek kiadását. 1748. február 29-én pártfogója javaslatára eljegyezte Enyedi Máriát, Enyedi Sámuelnek, III. Konstantin havasalföldi fejedelem erdélyi jószágigazgatójának a lányát, és március 19-én összeházasodtak.

### Magyarigeni szolgálata

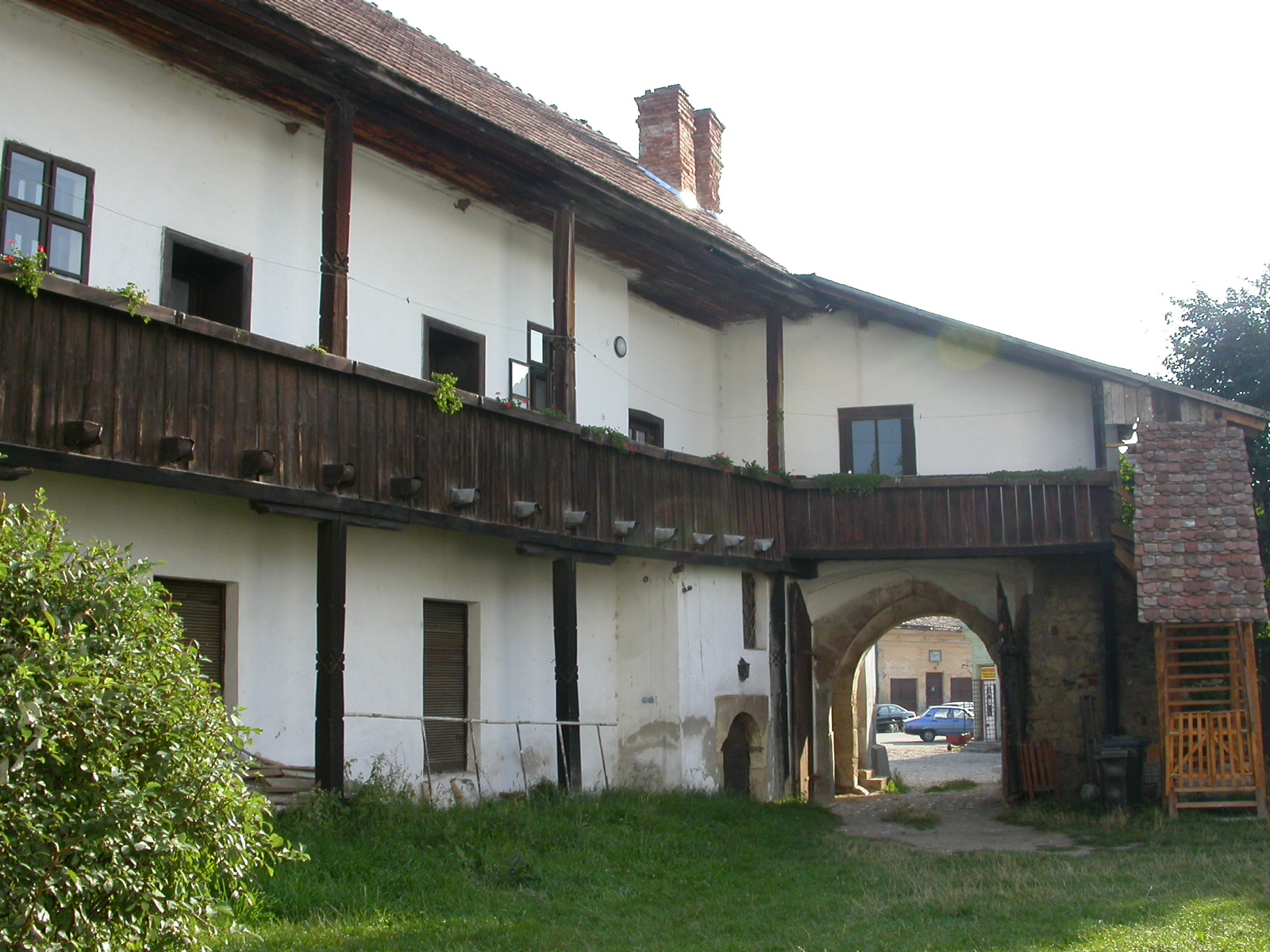
A magyarigeni református parókia

1749. szeptember 9-én báró Inczédi József ítélőmester útján a magyarigeni egyházközség meghívta papjának annak ellenére, hogy ez nem nyerte el Borosnyai Lukács János püspök és a református konzisztórium tetszését. Bethlen Kata elengedte udvari lelkészét, aki először habozott, mert nem akart hálátlan lenni, de végül a grófnő, Teleki László és Váradi Horváth András rábeszélésére elfogadta az állásajánlatot. December 5-én foglalta el új állomáshelyét, ahol haláláig megmaradt. 1750. február 3-án született Kata nevű lánya; a szülésben legyengült anya ugyanabban az évben június 9-én tüdőbajban elhunyt, és a kislányt gróf Bethlen Kata fogadta magához.
Egy évi özvegység után 1751. február 9-én eljegyezte (Söveges) Bányai István református lelkész Zsuzsanna nevű lányát, és március 9-én összeházasodtak. Nyolc gyermekük született, akik közül csak hárman, Péter, Juliánna és Elek érték meg a felnőttkort. Magyarigeni papságának kezdetén közelebbi kapcsolatba került gróf Teleki Lászlóval, aki egyik fiát, Józsefet három évre (1753—1755) hozzá küldte Magyarigenbe bölcseletet, teológiát és történelmet tanulni. 1755-ben a marosvásárhelyi református kollégium teológiai tanszékére hívták az elhunyt Técsi Sámuel helyére, de nem akart tanári pályára lépni. Magyarigeni papsága első tíz évében új munkája nem jelent meg; ebben az időszakban anyagot gyűjtött későbbi műveihez a gyulafehérvári káptalanban, és kiterjedt levelezést folytatott magyarországi tudósokkal (például Bányai István, Helmeczi István, Weszprémi István, Ráday Gedeon). Ráday Gedeonnak 1756. szeptember 20-án írt levelében fogalmazta meg a magyar tudós társaság megalakításának eszméjét. Ugyanakkor kapcsolatot tartott volt professzoraival és svájci teológiai tanárokkal is.

### Egyházi tisztségviselése
1755-től kezdve, amikor részt vett és prédikált a dévai országos zsinaton, rendszeresen szerepelt az egyházi közéletben. 1758. január 11-én a gyulafehérvári egyházkerület rendes jegyzőjévé választották. Ebben a tisztségében fegyelmi és házassági ügyekben kellett bíróként vagy előadóként közreműködnie; a munkájához szükséges egyházjogi kézikönyveket ő maga írta meg. 1760-ban az erdélyi református egyházkerület főjegyzőjének jelölték, de a szavazáson alulmaradt Zágoni Aranka György széki esperessel szemben. Hivatali teendői és gyakori betegeskedése ellenére nem hagyott fel a tudományos munkával: ebben az időszakban jelent meg a Szent Hilárius, valamint két egyháztörténeti jellegű munkája, Az Isten vitézkedő anyaszentegyháza … historiája és a Szent Heortokrátes. Műveinek kiadását javarészt saját maga finanszírozta lelkészi fizetéséből, kisebb részben főúri támogatók segítették.
1765-ben másodszor is főjegyzővé jelölték, de a szavazatok többségét Dézsi Lázár György kapta. 1766. januárban azt a feladatot kapta, hogy írja össze a református sérelmeket, amelyeket a római katolikus egyházat pártoló Habsburg-uralom okozott. A tapasztaltak hatása Smirnai Szent Polikárpus című művében jelentkezett, amelyben a „reformáta igaz vallást” vette védelmébe a katolicizmussal szemben, és az ebben az évben elkészült, a következő évben megjelent Magyar Athenas-ban is visszaköszönt ez a szemlélet. 1767-ben a kézdivásárhelyi zsinaton – amikor a konzisztórium erőteljesen kiállt mellette, fontosabbnak tartván a jelölt felkészültségét és alkalmasságát, mint a hagyományosan figyelembe vett esperesi tisztséget és életkort – mindössze három ellenszavazattal főjegyzővé választották, a püspökség utódlási jogával. Ebben a minőségében részt vett az egyház javára tett alapítványok ügyeinek intézésében, és ismét megbízták a református sérelmek jegyzékbe szedésével. Miután a jelentést a nagyszebeni főegyháztanács szeptemberben megtárgyalta, és a főkormányszék elé terjesztette, a felekezet helyzete némileg javult. A köztisztségből adódó teendői mellett ebben az évben adta ki az Erdélyi Féniks-et, amelyben Misztótfalusi Kis Miklósnak állított emléket, illetve az iskolai használatra szánt Dictionarium latino-hungaricum-ot.

## Emlékezete

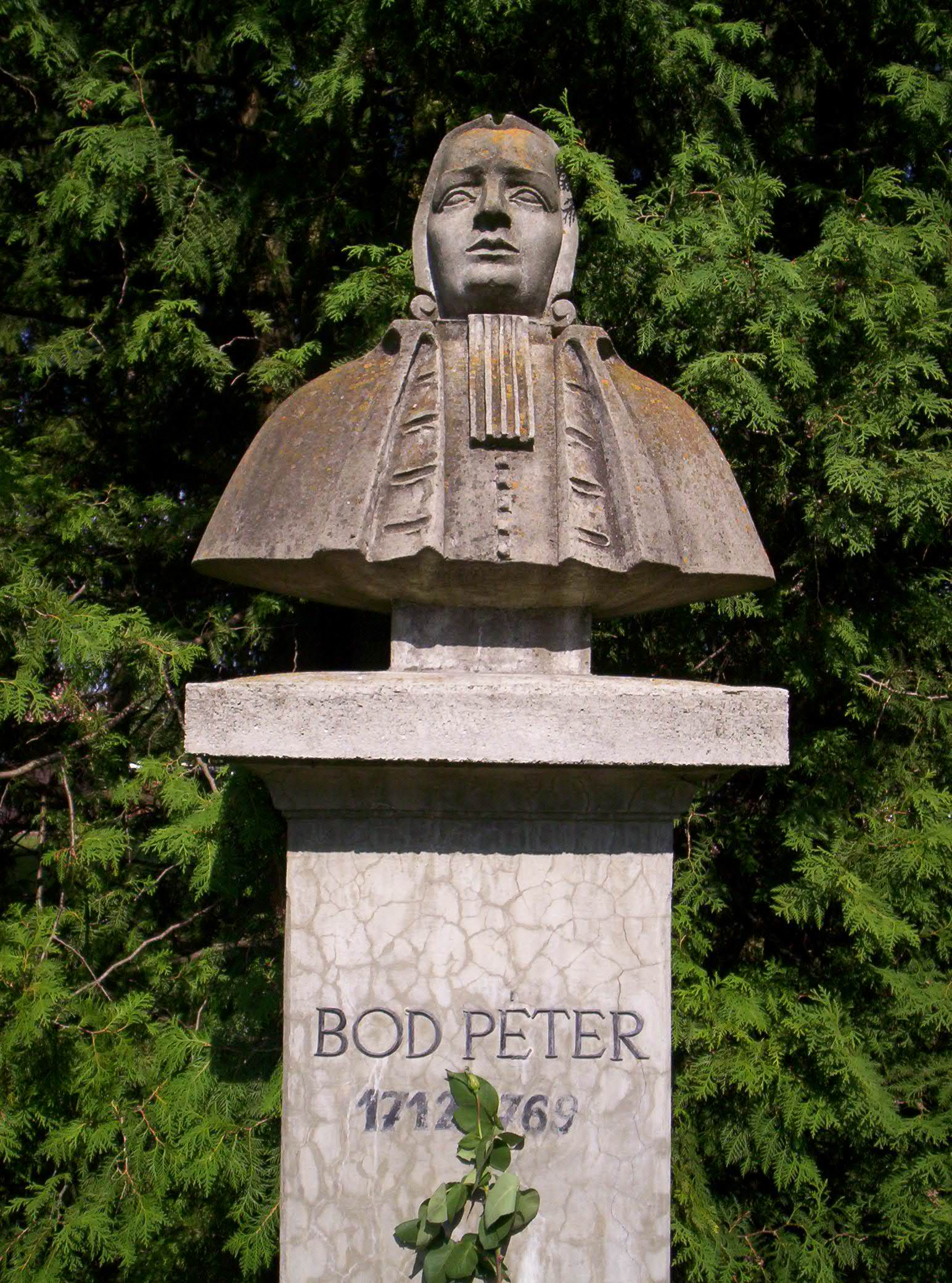
Szobra a csernátoni Haszmann Pál Néprajzi Múzeumban

### Utolsó éve és halála

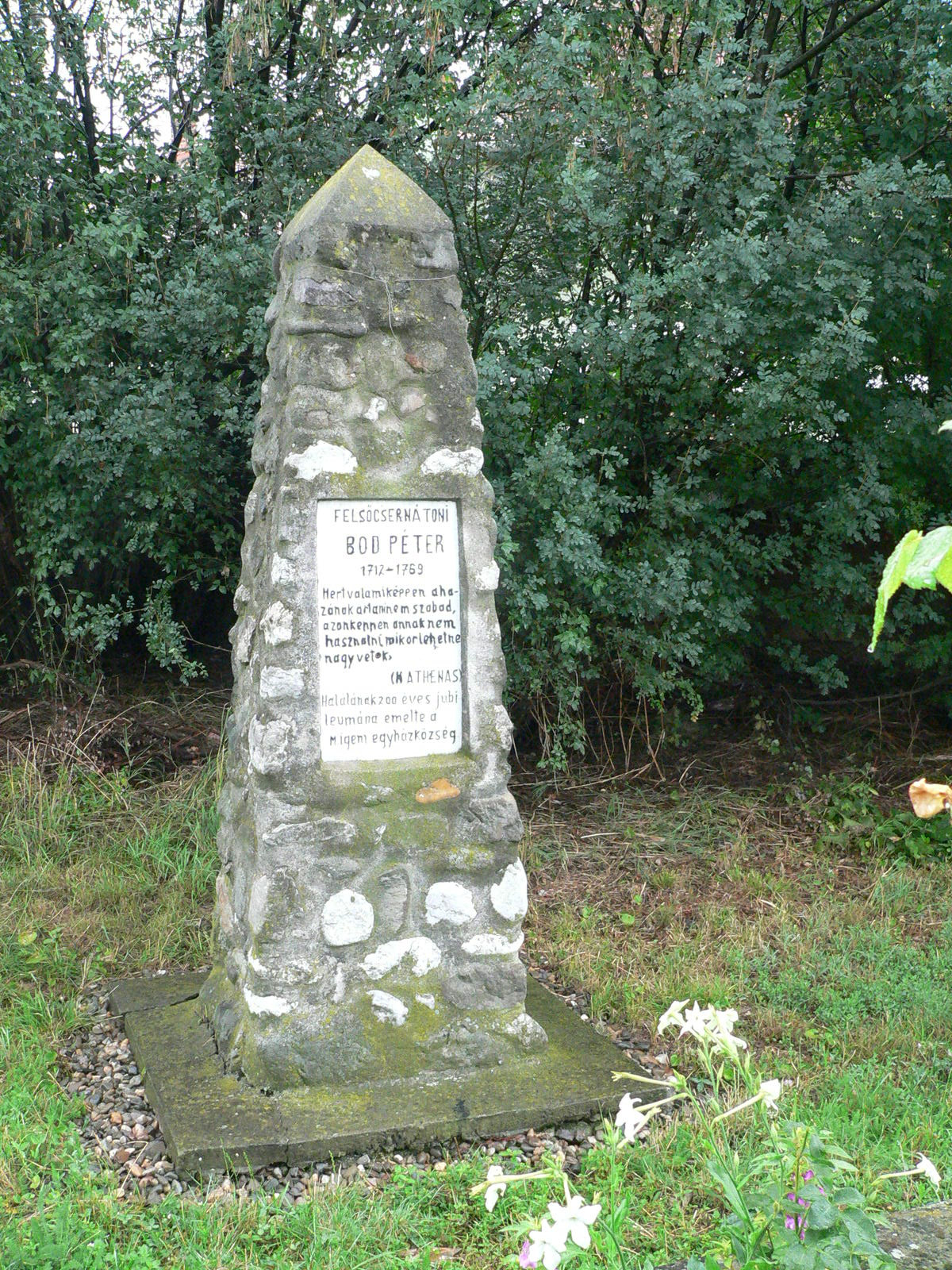
Az 1912-ben állított síremlék

1768-ban egyre többet betegeskedett; a hivatali utazások és a megfeszített tudományos munka ugyanis legyengítették, ráadásul egy baleset során, amelyet április 9-én a szőlőmunkálatok során szenvedett el, rengeteg vért vesztett. Ősztől ágyban fekvő beteg lett, a mellhártyagyulladás tünetei mutatkoztak rajta. 1768. november 24-én egy királyi leirat elrendelte a Smyrnai Szent Polikárpus és a Magyar Athenas lefoglalását és használatuk megtiltását, mivel azok a római katolikus egyházat támadták; talán az ebből származó rosszkedve is hozzájárult egészségének hanyatlásához. Az ügyről a gubernium a főegyháztanácstól kért jelentést, amely 1769. január 29-i ülésén „Istenben boldogult”-ként említette Bod Pétert, feltehetőleg azért, hogy ne tegyék ki meghurcoltatásnak. Március 2-án hunyt el, 57 éves korában; egyes adatok szerint agyvérzést kapott, amikor a királyi leiratot felolvasták neki. Temetését március 12-én tartották, ahol Dézsi Lázár György püspök mondott beszédet. 1899-ben a sírhelyét ismeretlennek tartották, azonban 1912-ben a még életben levő leszármazottak segítségével sikerült megállapítani a helyet. Születésének 200. évében, 1912. szeptember 27-én Bod Péter és négy elhunyt gyermekének holttestét exhumálták, és a református templom mellett ünnepélyes körülmények között újra eltemették, és a sírt emlékoszloppal jelölték.

### Irodalomtörténet

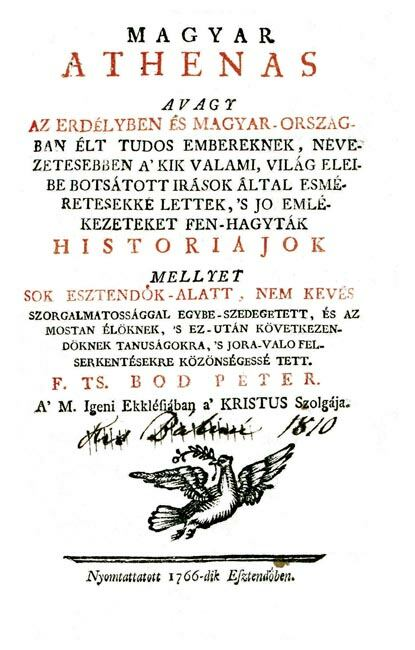
A Magyar Athenas címlapja

### Térképészet

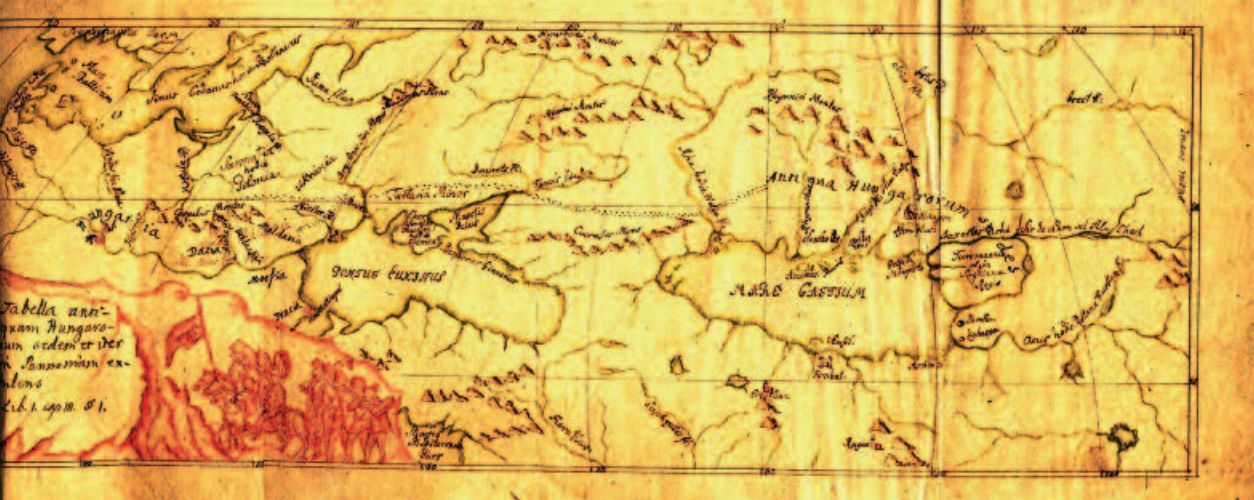
A honfoglalás útvonalát ábrázoló térképe

### Nyomtatásban megjelent művei

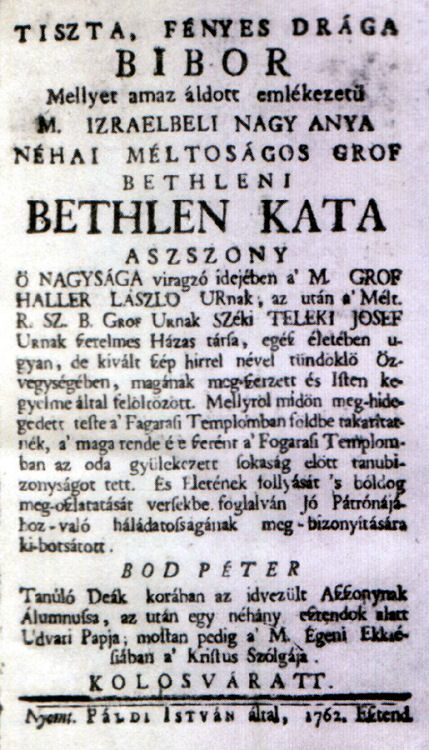
Tiszta, fényes drága bíbor

## Munkássága